# SSV-33 Ural
SSV-33 Ural (en ruso: ССВ-33 «Урал»; designación OTAN: Kapusta) era un buque de mando y control con propulsión nuclear y operado por la Armada Soviética desde 1988. El SSV-33 era enorme, con 265 metros de eslora (cuatro metros más que el portaaviones francés Charles de Gaulle) destacaba su enorme radomo en cubierta. Llevaba una tripulación científica y equipos muy avanzados para realizar alerta temprana antinuclear, con capacidades de inteligencia electrónica, rastreo de misiles, rastreo espacial y funciones de retransmisión o bloqueo de comunicaciones para vigilar a Estados Unidos durante la Guerra Fría. Poco después de su entrega a la armada, con numerosos problemas y junto con la disolución de la Unión Soviética, terminaría 25 años anclado en Vladivostok hasta su baja definitiva en 2010, llegando a navegar tan sólo 180 días. 
El SSV-33 fue asignado a la Flota del Pacífico, pero no había un muelle lo suficientemente grande para atracar el barco. La maquinaria tenía que permanecer en funcionamiento mientras estaba anclada para soportar otros sistemas y su tripulación; el barco se convirtió en un cuartel flotante. Su potente equipo radio electrónico comenzó a deteriorarse gradualmente. El valor inicial del contrato de construcción del barco fue de 310 millones de dólares.  

## Historia
A principios de los años setenta, aumentó la tensión entre Estados Unidos y la Unión Soviética con el desarrollo, cada vez más eficaz, de nuevos misiles balísticos con capacidad de destruir al enemigo mediante guerra nuclear. Los militares estadounidenses crearon el concepto de «ataque de decapitación», es decir, un ataque nuclear preventivo rápido dirigido directamente para la destrucción de las capacidades de mando y control soviético.
A finales de 1979, Estados Unidos anunció el despliegue de 572 misiles Pershing II con carga nuclear en diferentes países de Europa, lo que elevó aún más la presión sobre la Unión Soviética, además de tener que aumentar los esfuerzos para vigilar posibles lanzamientos y los nuevos desarrollos de misiles, desde cualquier punto del planeta. La inteligencia soviética quería vigilar el atolón de Kwajalein, una base estadounidense en el Océano Pacífico a 3.900 kilómetros al sur de Honolulú, que era un campo de pruebas para investigar sistemas de defensa antimisiles, los misiles balísticos intercontinentales LGM-30 «Minuteman» y los nuevos LGM-118A «Peacekeeper».

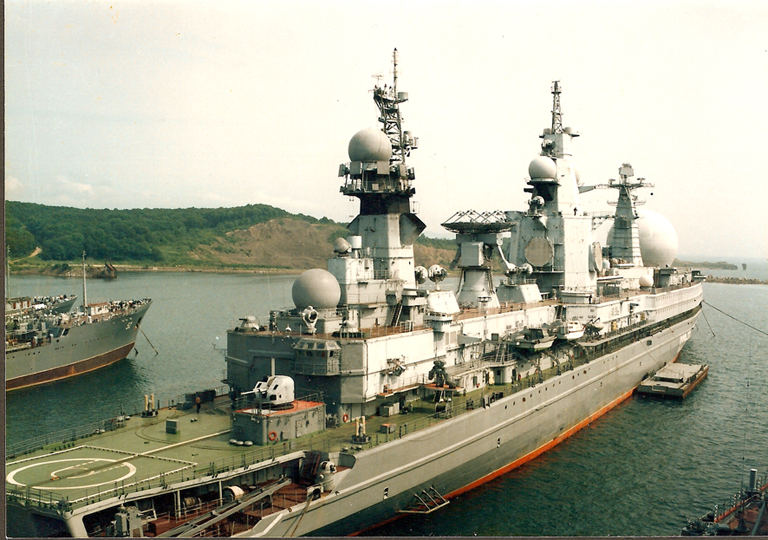
Ural visto desde estribor, anclado en el astillero Zvezda, en el Pacífico.

La falta de bases o instalaciones de vigilancia soviéticas en el Pacífico, llevó a los dirigentes soviéticos a autorizar la construcción de un buque con capacidades de espionaje y rastreo, con una autonomía de navegación muy alta y un tonelaje muy elevado. Este deseo daría origen al programa con el nombre en clave: proyecto 1941 «Titán» aprobado por la Comisión Industrio-militar del Comité central del Partido Comunista y el Ministerio de Defensa de la Unión Soviética en 1977, que daría origen al buque SSV-33. Siendo colocada la quilla en junio de 1981 y botado en mayo de 1983 en los astilleros de Leningrado. Una vez finalizado y probado en el mar en 1988, el Ural entró en servicio el 30 de diciembre como buque insignia de la sección de reconocimiento de la Flota del Pacífico.
Durante su primera navegación oficial de 59 días, se dirigió hacia el oeste de la isla de Okinawa mientras probaba sus equipos. Localizó a 1.000 kilómetros de distancia el lanzamiento desde los Estados Unidos del transbordador espacial Columbia y de dos satélites de espionaje electro-óptico pertenecientes al programa militar: Iniciativa de Defensa Estratégica, conocido como «Guerra de las Galaxias». Sin embargo su navegación coincidió con el fin de la Unión Soviética y la escasez de recursos además de diferentes problemas en el funcionamiento complejo de los sistemas, empezando a perder sus capacidades operacionales además de no contar aún con la infraestructura construida para poder acoger en un muelle en la base de la armada soviética del pacífico, Vladivostok, y se quedaría anclado definitivamente en el astillero Zvezda de Bolshoi Kamen. En 1990 un cable defectuoso desató un incendio en la sala de máquinas de popa y en 1992 sus reactores fueron finalmente apagados. A partir de entonces hasta 2001, cuando fue desmovilizado, el buque sirvió como alojamiento de oficiales de la flota con una tripulación mínima y prácticamente sin mantenimiento. En 2010 fue finalmente dado de baja y empezado a ser desguazado.

## Características
El casco de la nave se diseñó y construyó en los astilleros del Báltico, partiendo del trabajo realizado para los cruceros de batalla clase Kírov que eran propulsados por dos potentes reactores de agua presurizada (PWR), modelo KN-3, con capacidad de generar hasta 171 MW para entregar una potencia de 140.000 cv, capaces de mantener de manera constante 22 nudos de velocidad de crucero.
El sistema principal de reconocimiento y rastreo se llamaba «Korall» (coral), el cual el instituto de desarrollo científico Vímpel («banderín») venía elaborando desde 1975. El buque contaba con dos tipos de ordenadores: "Microprocesadores Elbrus" y varias computadoras ES EVM modelo "EC-1046", análogos a los occidentales IBM System/370 pero con mejoras en potencia de cálculo. El sistema utilizaba los ordenadores avanzados Elbrus y ES EVM, más siete potentes sistemas radioelectrónicos para realizar el seguimiento de lanzamientos de misiles, determinar el tipo de cohete, alcance, lugar de lanzamiento, coordenadas del objetivo, el peso de la carga útil y los telemetría, incluso hasta la composición química del combustible utilizado en el misil. Además, Korall era capaz de localizar cualquier objetivo, supervisar canales de comunicación, rastrear satélites e identificar características de naves espaciales a una distancia de 1.500 kilómetros. 
El barco contaba con una tripulación de casi 1.000 personas y, además de sus funciones militares y científicas, disponía de salas de billar, instalaciones deportivas, cines, dos saunas y una piscina. 
El buque contaba con tres mástiles principales y en popa tenía un helipuerto con capacidad para embarcar un Kamov Ka-32. Solo llevaba armas defensivas ligeras, de artillería dos cañones AK-176 de 76 mm, cuatro cañones AK-630 de 30 mm y cuatro montajes de misiles 9K38 Igla cuádruples.

## Cultura popular
- En la ficción de la novela Guerra mundial Z de Max Brooks, Ural es la base de la radio «Free Earth» durante el transcurso de la trama del libro.[4]
- En el anime Evangelion de 2009, el barco es un puesto de mando de las fuerzas terráqueas .